# Néon Livíssion
Néon Livíssion (Neo Levisi) är en ort i Grekland.   Den ligger i prefekturen Nomarchía Anatolikís Attikís och regionen Attika, i den sydöstra delen av landet, 30 km norr om huvudstaden Aten. Néon Livíssion ligger 152 meter över havet och antalet invånare är 131.
Terrängen runt Néon Livíssion är kuperad åt sydost, men åt nordväst är den platt. Havet är nära Néon Livíssion åt nordost. Runt Néon Livíssion är det ganska tätbefolkat, med 93 invånare per kvadratkilometer. Närmaste större samhälle är Ágios Stéfanos, 15,8 km söder om Néon Livíssion. 